# Thimphu (district)
Thimphu (alternatieve spelling Tashi Chho Dzong, Thimbu) is een van de dzongkhag (districten) van Bhutan. De hoofdstad van het district is Thimphu. In 2005 telde het district 98.676 inwoners.

Thimphu (district)
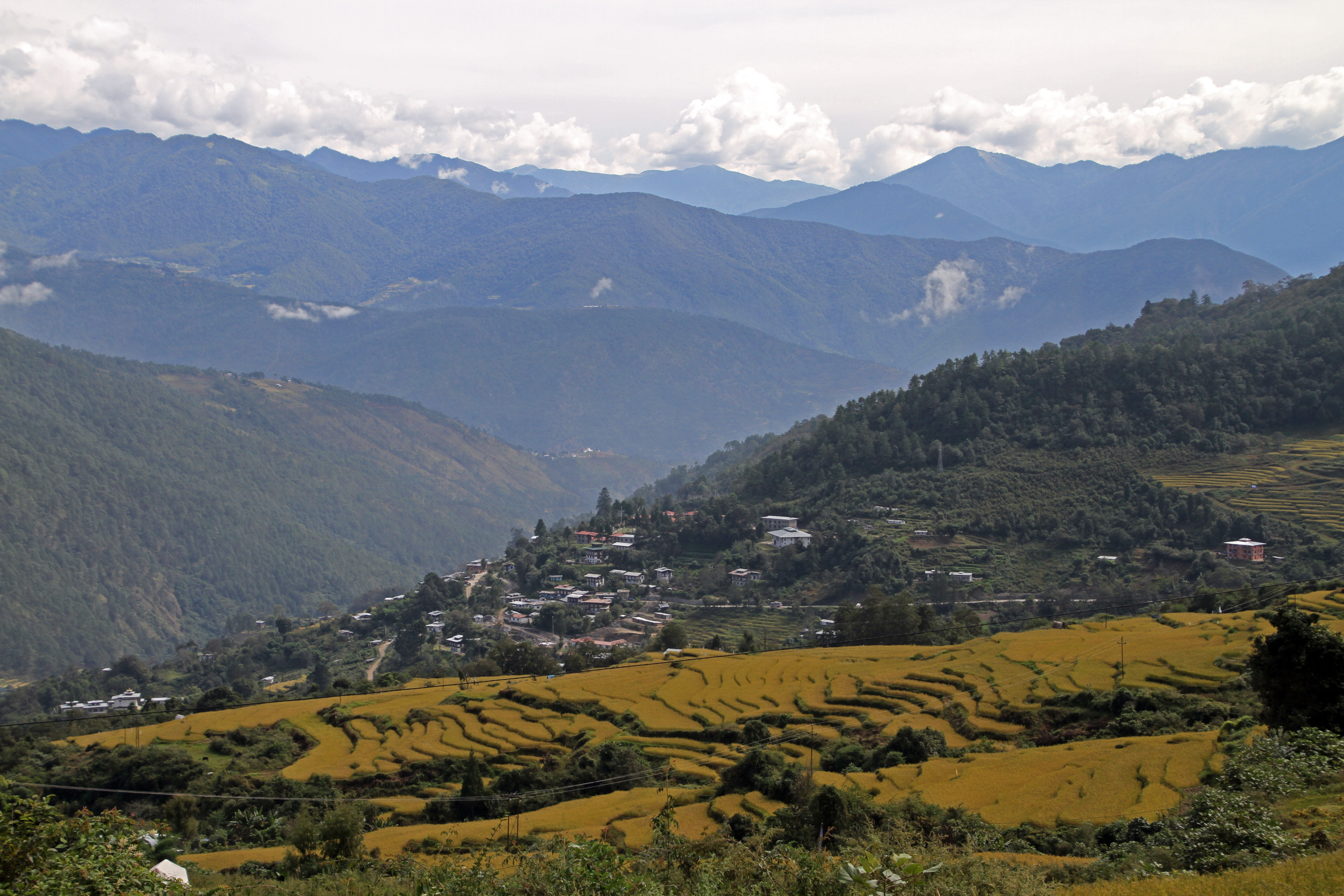
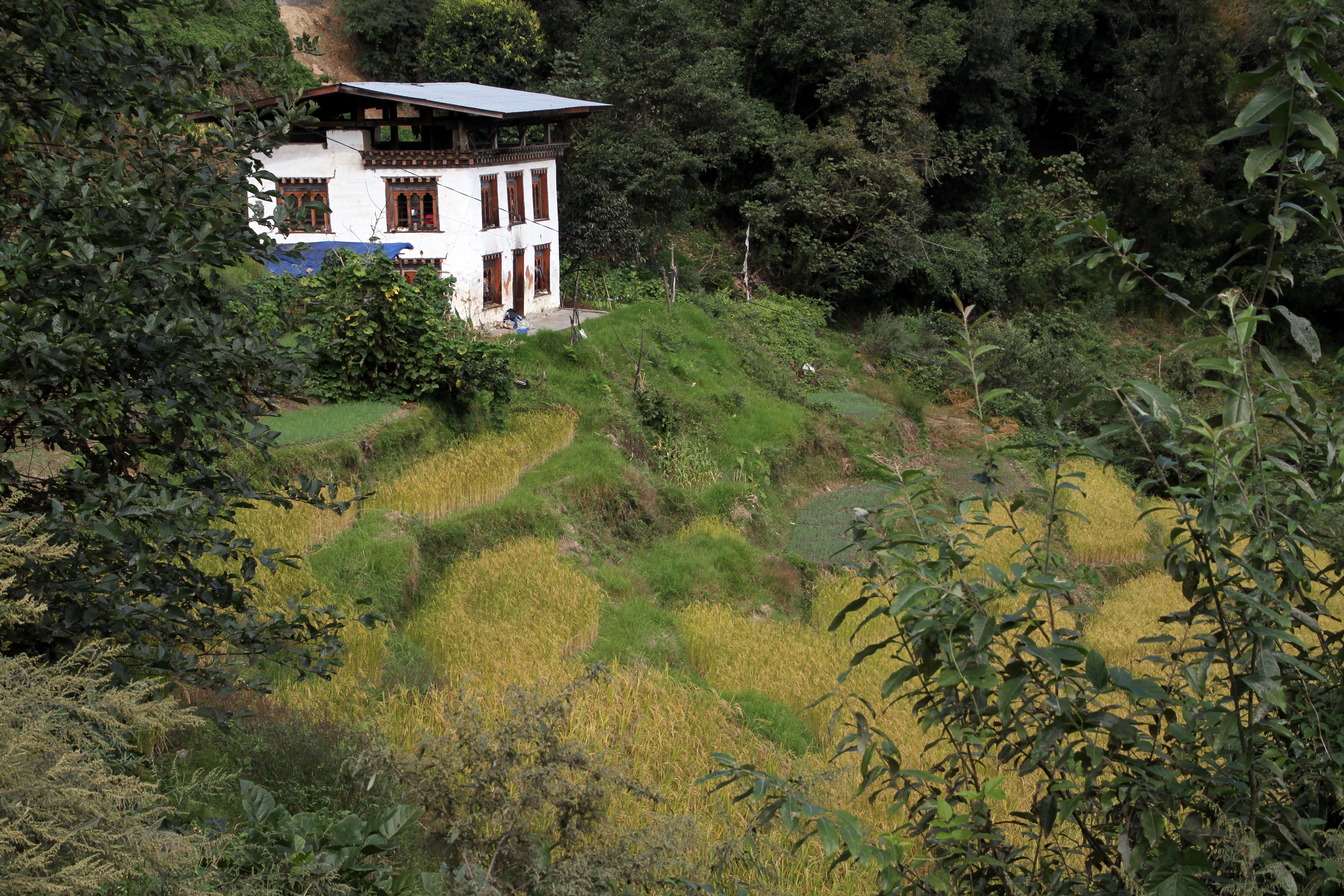
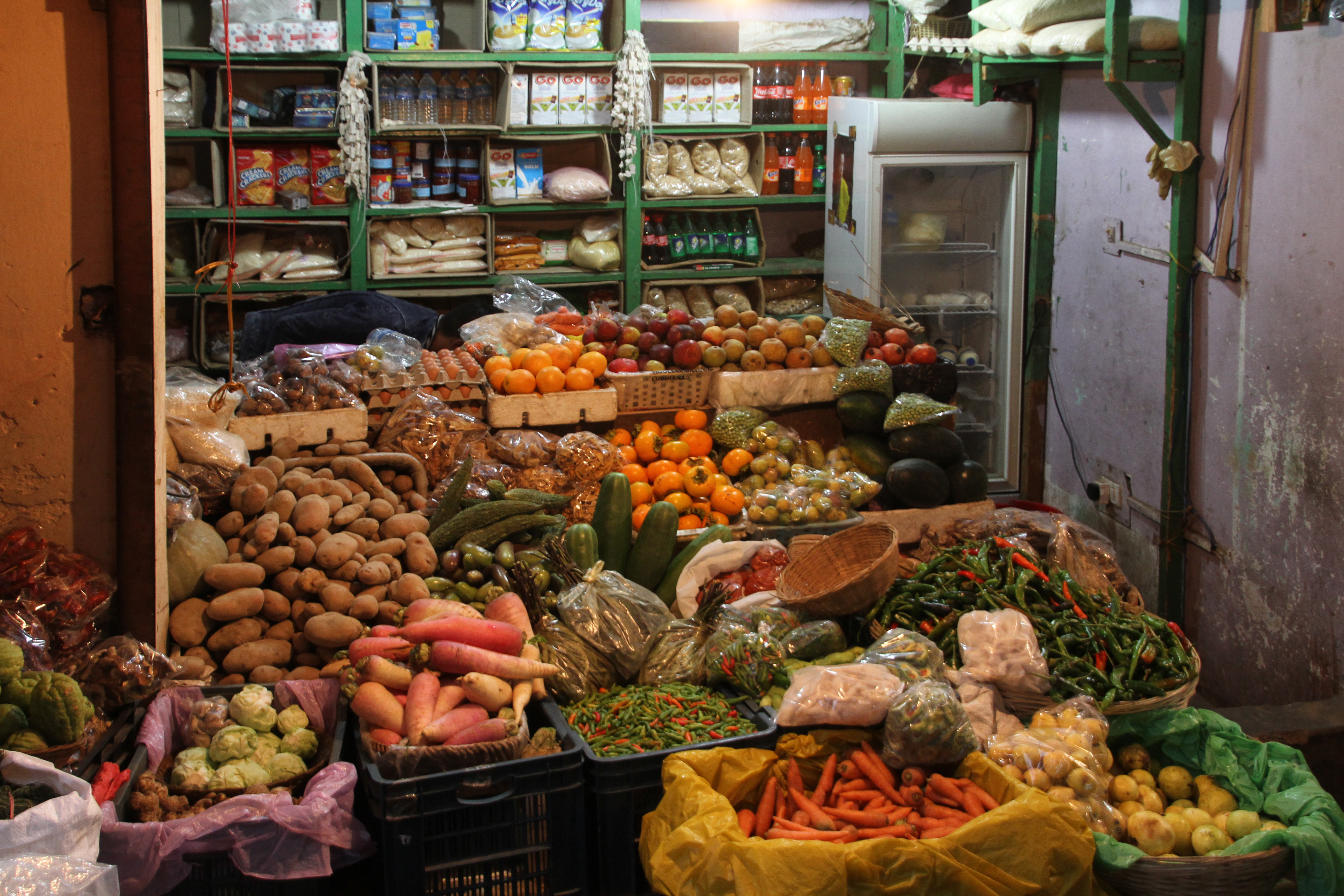
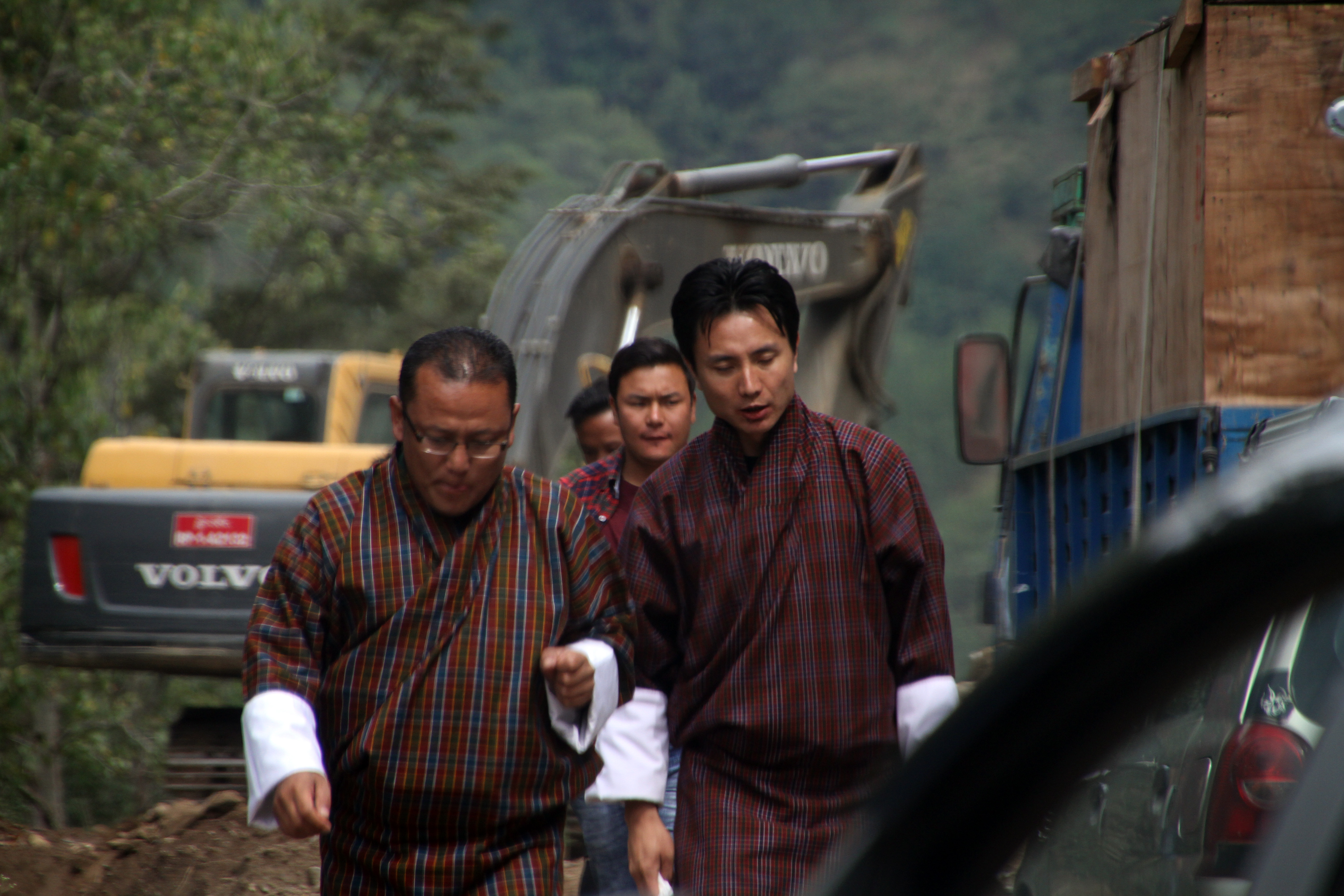
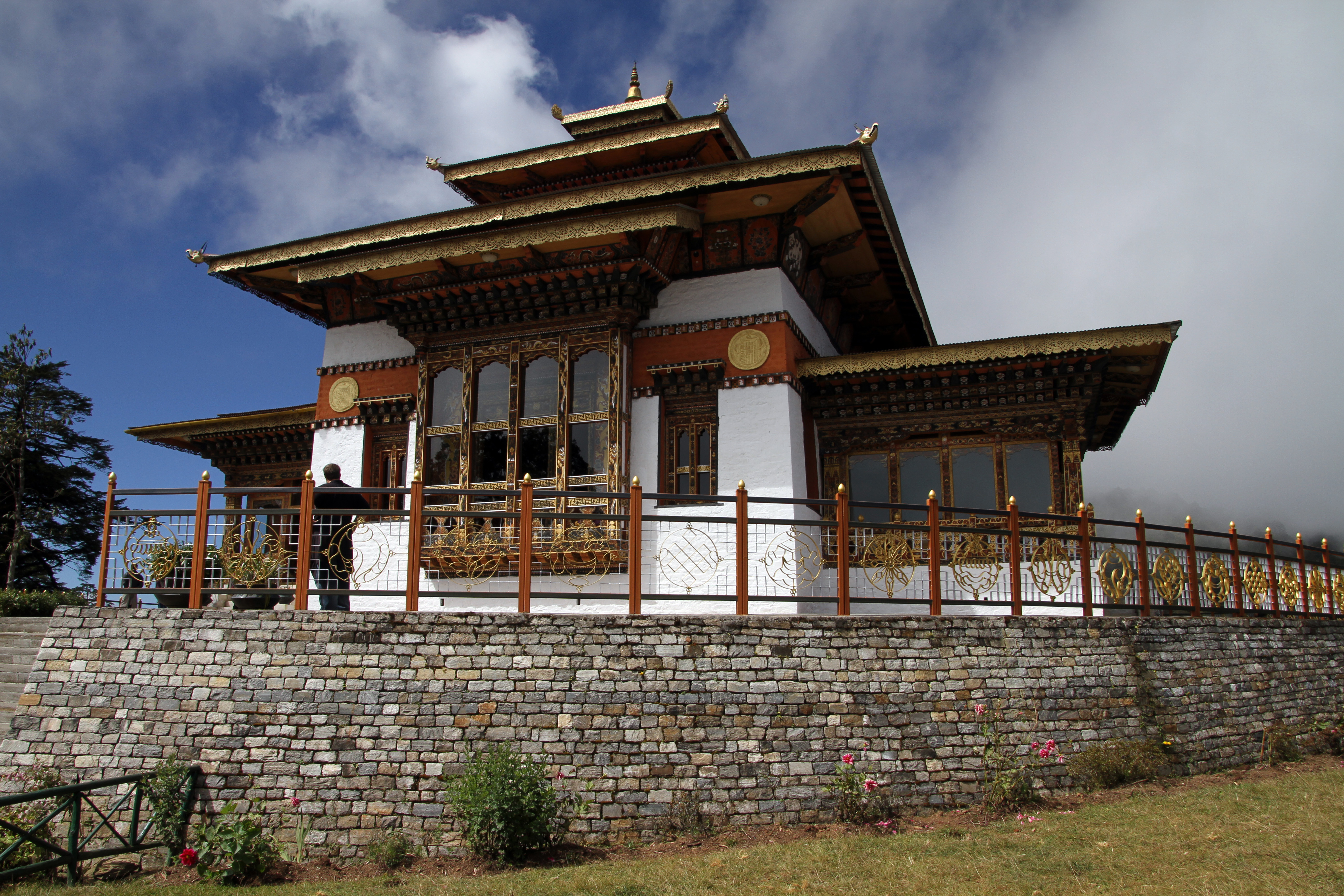
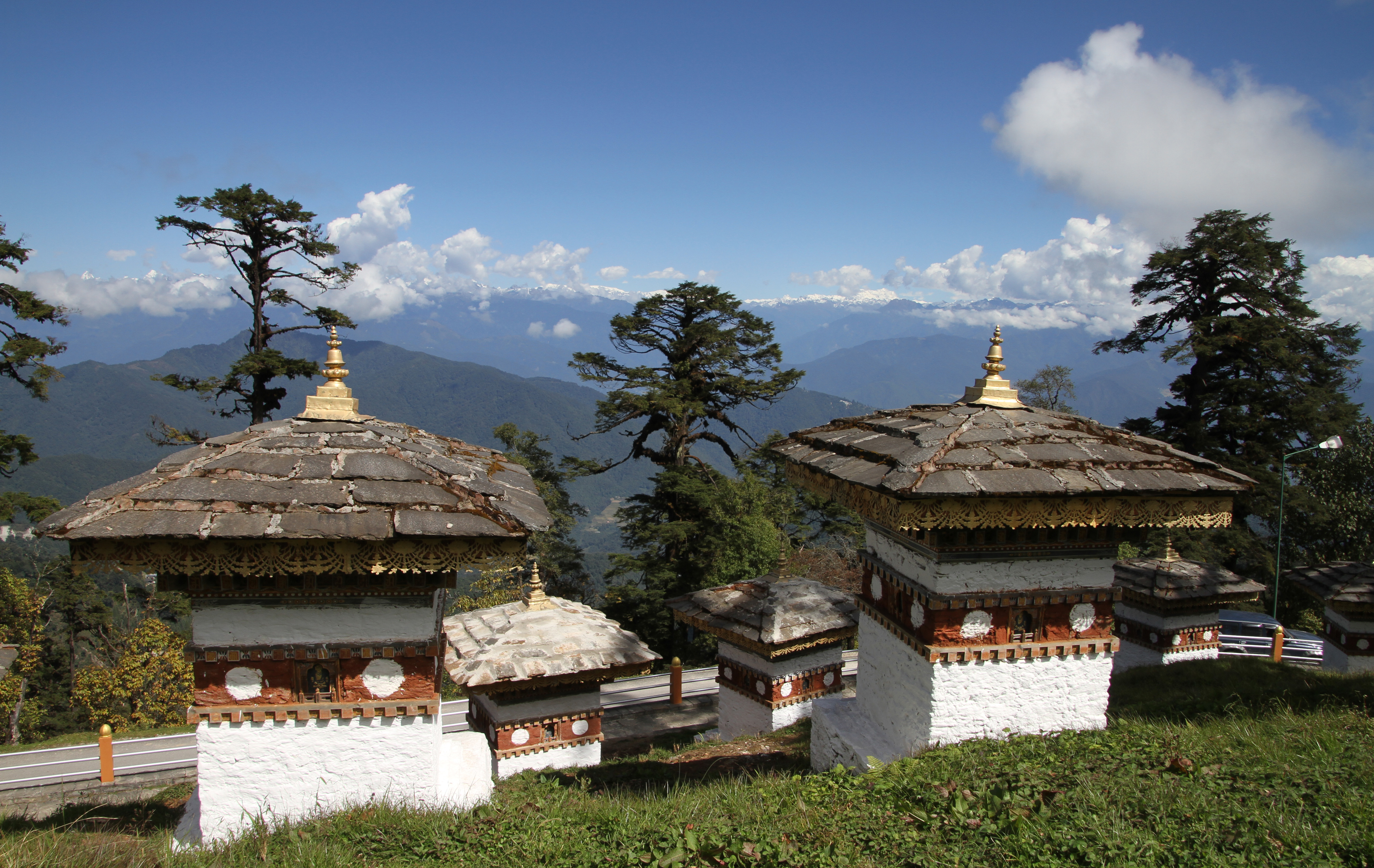
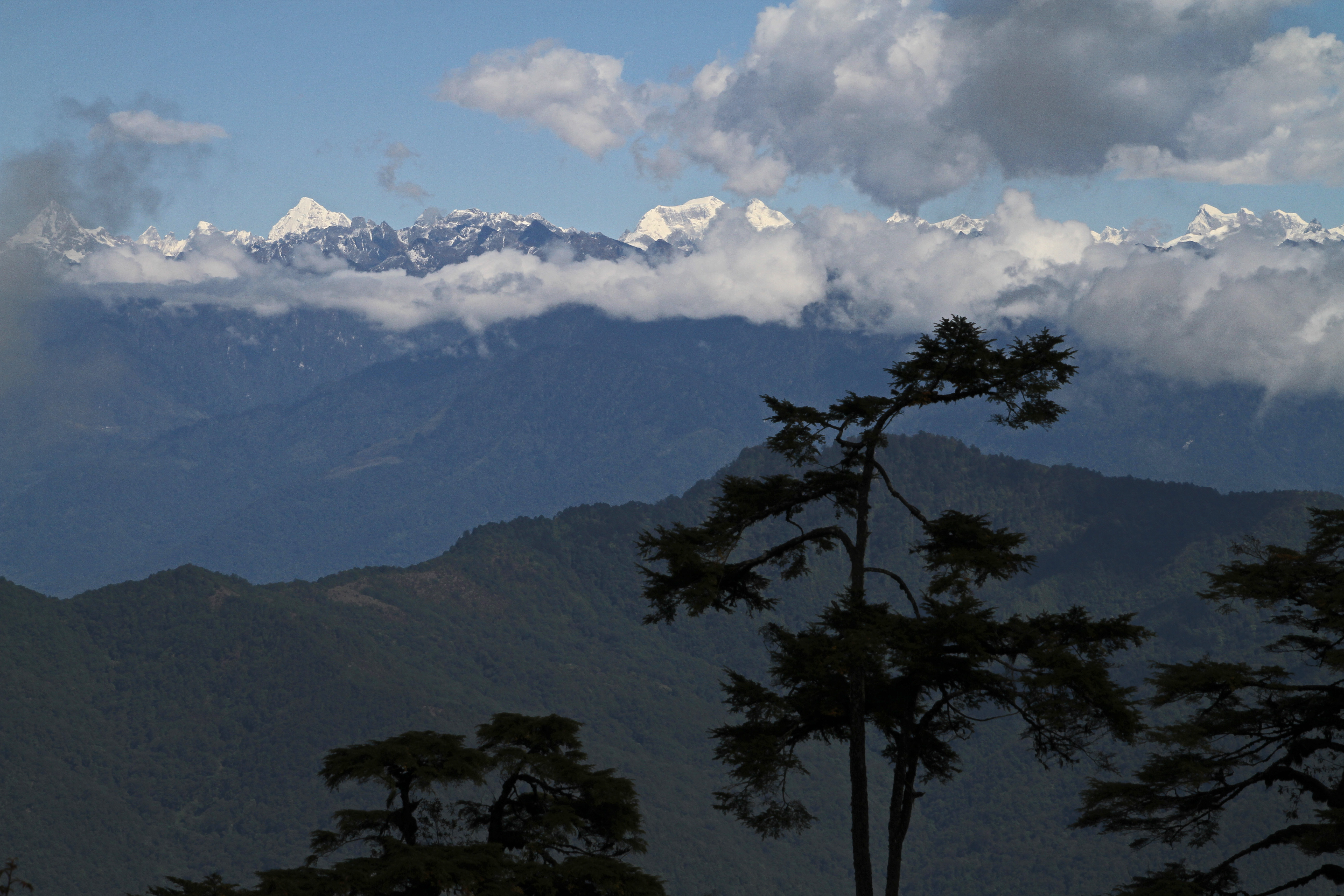

Babpi · Chang · Dagala · Genyekha · Kawang · Lingzhi · Mewang · Naro · Soe · Toepisa
Bumthang · Chukha · Dagana · Gasa · Haa · Lhuntse · Mongar · Paro · Pemagatshel · Punakha · Samdrup Jongkhar · Samtse · Sarpang · Thimphu · Trashigang · Trashiyangste · Trongsa · Tsirang · Wangdue Phodrang · Zhemgang